# سكودا كاوبا
شكودا-كاوبا فلوجزيوجباو كانت شركة تصنيع طائرات تشيكوسلوفاكية، تشكلت خلال الحرب العالمية الثانية كمشروع مشترك بين أوتو كاوبا وأعمال سكودا. أنتجت Kauba عددًا من التصميمات المبتكرة، وقامت الشركة ببناء العديد من النماذج الأولية، مع دخول المدرب المقاتل SK 257 إنتاجًا محدودًا قبل إلغاؤه. توقفت الشركة عن الوجود في نهاية الحرب.

## التاريخ
كان أوتو كاوبا مهندسًا نمساويًا طور فكرة جديدة لقنبلة طائرة خلال الحرب العالمية الثانية. أدت صداقته الشخصية مع هيرمان غورينغ إلى تعاون مشترك مع Škoda Works. تم افتتاح odakoda-Kauba Flugzeugbau في براغ، تشيكوسلوفاكيا في عام 1942. 
استمرت كاوبا في إنتاج عدد من الطائرات المبتكرة، وبنت الشركة العديد من النماذج الأولية، مع دخول المدرب المقاتل أس كيه 257 إنتاجًا محدودًا قبل إلغاؤها. توقفت الشركة عن الوجود عندما تم تحرير براغ في نهاية الحرب عام 1945. 
بعد الحرب عاد كاوبا إلى موطنه النمسا، وصمم لاحقًا أول نوع من البلاد للطيران بعد الحرب يطير، OFW OK-15.  

## تصميمات الطائرات
أنتج أوتو كاوبا مجموعة متنوعة من تصاميم الطائرات، والعديد منها جديد. تم الانتهاء من العديد منها ونقلها، ودخل الإنتاج لفترة وجيزة.

### قائمة الأنواع
الأنواع التي صممها Kauba شملت:  